# سالانش
سالانش (به فرانسوی: Sallanches) یک کمون در فرانسه است که در Canton of Sallanches واقع شده‌است.

## خصوصیات
سالانش ۶۵٫۸۷ کیلومتر مربع مساحت و ۱۵٬۶۳۶ نفر جمعیت دارد و ۵۵۸ متر بالاتر از سطح دریا واقع شده‌است.